# Hyostomodes ignava
Hyostomodes ignava là một loài bướm đêm trong họ Geometridae.